# Vysoké svátky

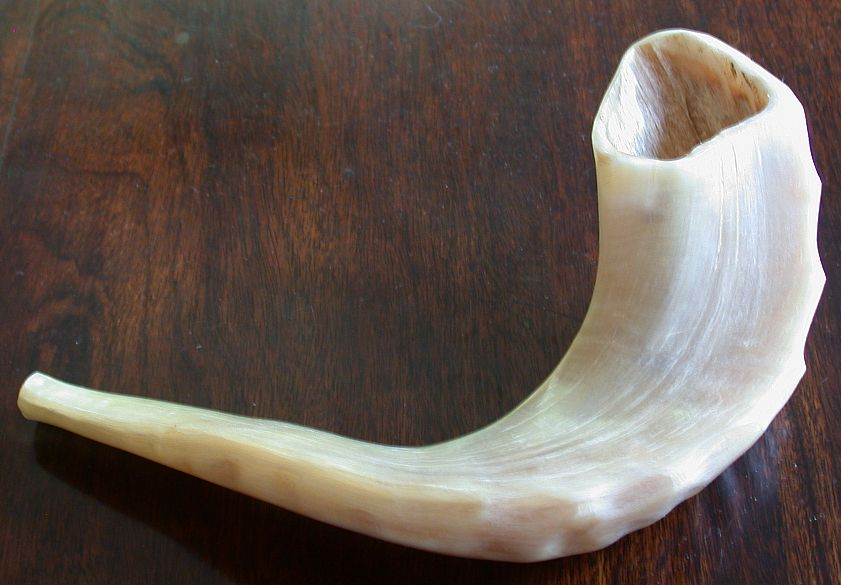
Během vysokých svátků se troubí na roh zvaný šofar

Vysoké svátky (hebrejsky ימים נוראים‎, Jamim nora'im, „hrozné dny“ nebo „dny bázně“) je označení pro židovské svátky Roš ha-šana a Jom kipur, respektive pro celé období mezi 1. a 10. dnem židovského měsíce tišri.
Na vysoké svátky není obvyklé přát si navzájem pozdrav chag sameach (veselý svátek), neboť ani Jom kipur ani Roš ha-šana nejsou svou podstatou „veselé dny“, nýbrž dny pokání a vzpomínání. Namísto toho si Židé na Nový rok přejí שנה טובה‎ Šana tova (eventuálně שנה טובה ומתוקה Šana tova u-metuka, což je přání dobrého a sladkého roku) a na Jom kipur si přejí גמר חתימה טובה‎ Gmar chatima tova - „kéž jsi zpečetěn k dobrému (pro následující rok)“.
Vysoké svátky jsou obdobím sebezpytování a bilancování, vyrovnáváním dluhů a charakterizuje je snaha o usmíření - ještě během dnů mezi Roš ha-šana a Jom kipur má každý člověk šanci setkat se s člověkem, ke kterému pociťuje křivdu, a pokusit se s ním usmířit.
Po celé období vysokých svátků (přesněji již od prvního dne měsíce elul až po Jom kipur) se během bohoslužeb troubí na šofar, jehož zvuk má vyburcovat přítomné a vybízet je k pokání. Laikové si šofar, modlitební knihy pro dané svátky a jiné předměty spojené s vysokými svátky mohou prohlédnout v expozici Židovské tradice a zvyky, kterou vystavuje Židovské muzeum v Praze v Klausové synagoze.
Během vysokých svátků dochází k určitým změnám v liturgii - chazan zpívá modlitby na jinou, sváteční melodii, v Amidě se slovo אל El (Bůh) nahrazuje slovem מלך Melech (král), přidává se Avinu malkenu, slichot a prosby za odpuštění a prominutí hříchů.
Na vysoké svátky (kromě Jom kipur) je zvykem jíst různá symbolická jídla, například pokrmy s medem, aby byl celý následující rok sladký jako med.